# دهستان علی‌صدر
علی صدر، دهستانی است از توابع بخش گل‌تپه شهرستان کبودرآهنگ در استان همدان ایران.

## جمعیت
براساس سرشماری سال ۱۳۸۵ جمعیت آن ۶٬۸۷۲ نفر (۱٬۴۸۶ خانوار) بوده‌است.